# Monterrico
Monterrico è un comune (municipio in spagnolo) dell'Argentina, appartenente alla provincia di Jujuy, nel dipartimento di El Carmen. Si trova nel nord-ovest del dipartimento, a 30 km dalla capitale provinciale San Salvador de Jujuy.
In base al censimento del 2001, nel territorio comunale dimorano 17.056 abitanti, con un aumento del 50,75% rispetto al censimento precedente (1991). Di questi abitanti, il 48,48% sono donne e il 51,52% uomini. Nel 2001 la città di Monterrico contava 9.167 abitanti ; il resto nelle frazioni e nei centri rurali.
La città è conosciuta in tutta l'Argentina, perché ogni anno si celebra, a maggio, la festa nazionale del tabacco.